# Castello di Aberystwyth

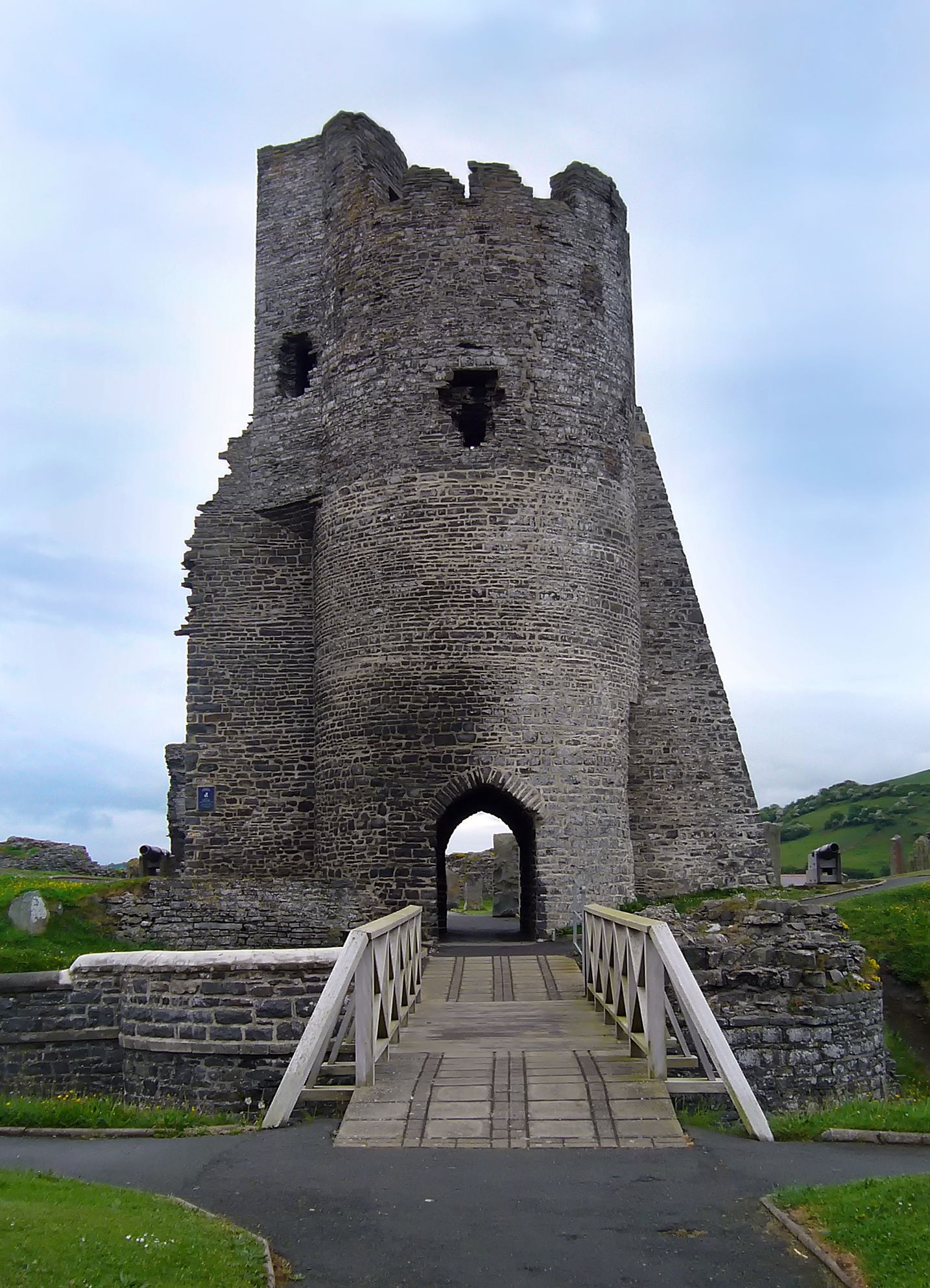
Resti del cancello settentrionale del castello

Il castello di Aberystwyth (in gallese Castell Aberystwyth) è una fortezza edoardiana classificata di I grado situata ad Aberystwyth, Ceredigion, nel Galles centrale. Fu costruito in risposta alla prima guerra gallese alla fine del XIII secolo, in sostituzione di una precedente fortezza situata un miglio a sud. Durante una rivolta nazionale guidata da Owain Glyndŵr, i gallesi conquistarono il castello nel 1404, ma fu riconquistato dagli inglesi quattro anni dopo. Nel 1637 divenne una zecca reale sotto Carlo I, e produceva scellini d'argento. Il castello fu danneggiato da Oliver Cromwell nel 1649 al fine di ridurne l'importanza strategica.

## Storia
Intorno al 1110, il marcher lord Gilbert de Clare aveva costruito una motta castrale (motte-and-bailey) un miglio a sud dell'attuale sito. Si chiamava Tan-y-castell, Aberrheidol Castle e Old Aberystwyth. Nel 1116 fu assediato da Gruffydd ap Rhys, re di Deheubarth, ma il suo tentativo di catturarlo si rivelò infruttuoso. Alla fine riuscì nel 1136, catturandolo e bruciandolo al suolo con l'aiuto di Owain Gwynedd e di suo fratello, Cadwaladr ap Gruffydd, insieme ai figli di Gruffydd ap Cynan, re di Gwynedd, poiché gli invasori normanni avevano ucciso la loro sorella, Gwenllian ferch Gruffydd, moglie di Gruffydd ap Rhys. Owain Gwynedd lo diede a Cadwaladr per ricostruirlo, ma il seguente tentativo di Cadwaladr di uccidere Anarawd ap Gruffydd, il nuovo re di Deheubarth, portò Owain Gwynedd a mandare suo figlio Hywel ab Owain Gwynedd a bruciarlo nel 1143. Il castello fu ricostruito e successivamente rinforzato con pietra. Dopo che si succedettero almeno tre proprietari, fu preso dal principe gallese Llywelyn il Grande nel 1221, che lo rase al suolo per erigerne uno nuovo al suo posto. L'attuale castello fu ricostruito nella sua posizione attuale da Edoardo I d'Inghilterra nel 1277 dopo la fine della prima guerra contro Llywelyn ap Gruffydd, nipote di Llywelyn il Grande. I gallesi presero il castello nel 1282 all'inizio della guerra del 1282 e bruciarono sia il castello che la città. Sotto il capomastro Giacomo di San Giorgio, il castello fu infine completato nel 1289, anche se fu ampiamente assediato durante la rivolta di Madog ap Llywelyn nel 1294–1295.
La città di Aberystwyth era fiorente nel 1307; il suo nome gallese era Llanbadarn Gaerog (lett. "Llanbadarn fortificata"). Tuttavia, al tempo del Principe Nero nel 1343 il castello era in pessimo stato di abbandono; la porta principale e i ponti levatoi, la sala del re e la lunga camera, la cucina e il cortile esterno stavano cadendo a pezzi.
Nel 1404 Owain Glyndŵr conquistò il castello durante la rivolta nazionale contro l'occupazione inglese. Pare che nel castello si firmò un trattato tra Glyndŵr e il re di Francia. Quattro anni dopo fu riconquistato dagli inglesi e divenne un'importante sede del governo. Nel 1637 Carlo I trasformò il castello in una Zecca reale, che divenne un produttore di scellini d'argento. L'operatore della zecca radunò un reggimento di soldati realisti durante la guerra civile inglese . La zecca chiuse durante la guerra civile, ma servì da magazzino per la conservazione di argento e piombo. Oliver Cromwell danneggiò il castello nel 1649 per ridurne l'importanza strategica.

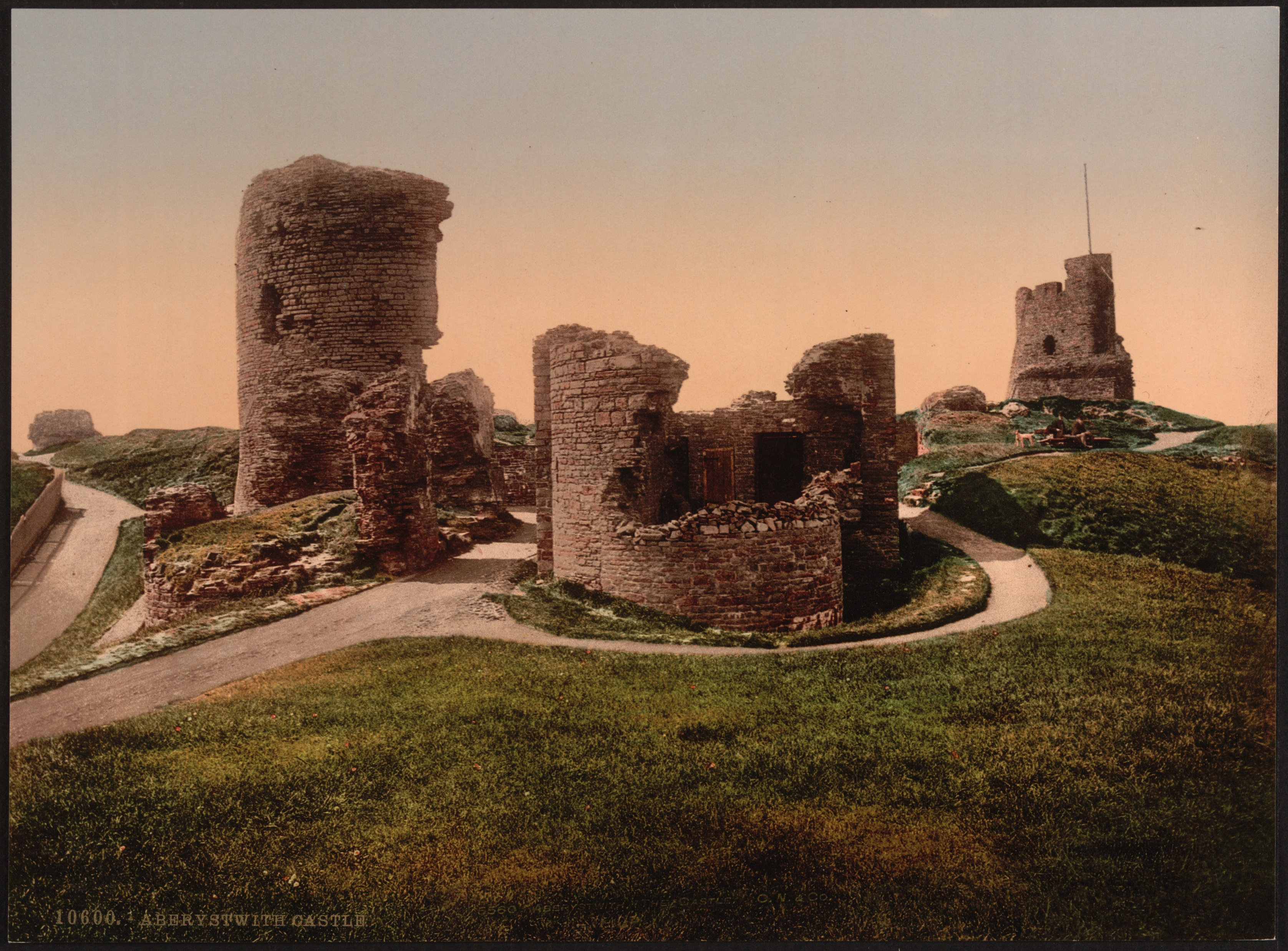
I resti del castello negli anni 1890

## Architettura
I lavori di costruzione iniziarono nel 1277 al tempo della prima guerra gallese, i lavori iniziarono durante la prima campagna gallese di Edoardo I in concomitanza con i lavori a Flint, Rhuddlan e Builth Wells. Il cortile interno fu costruito in un castello concentrico a forma di diamante, con un doppio torrione a forma di D e torri murali ad ogni angolo. Il cortile esterno è descritto come costituito da "un corpo di guardia gemello a forma di D, un barbacane, un fossato scavato nella roccia e una grande cortina muraria con torri".

## Galleria d'immagini

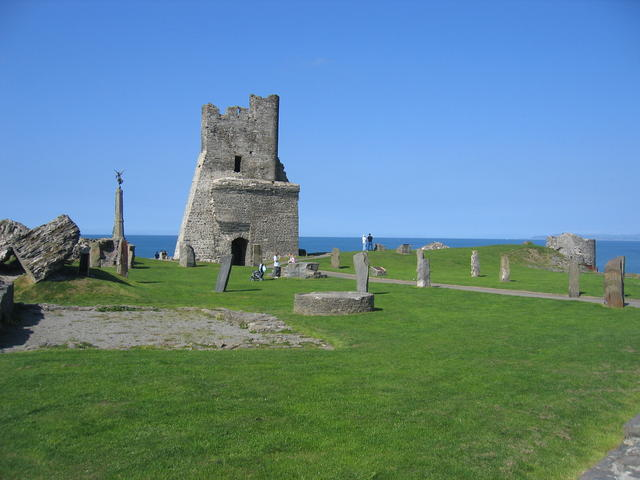
Cortile interno del castello di Aberystwyth.
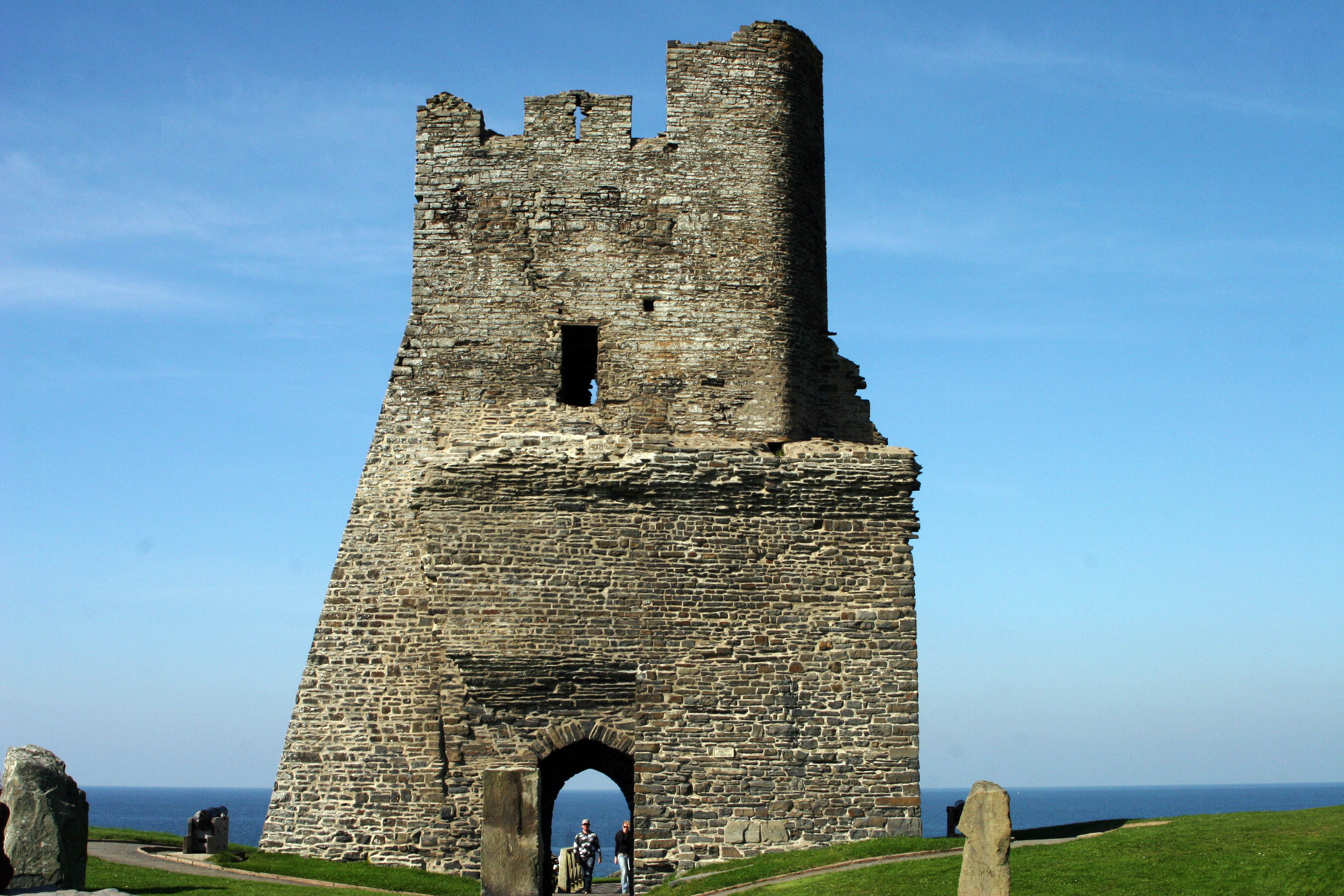
Veduta esterna della Porta Nord.
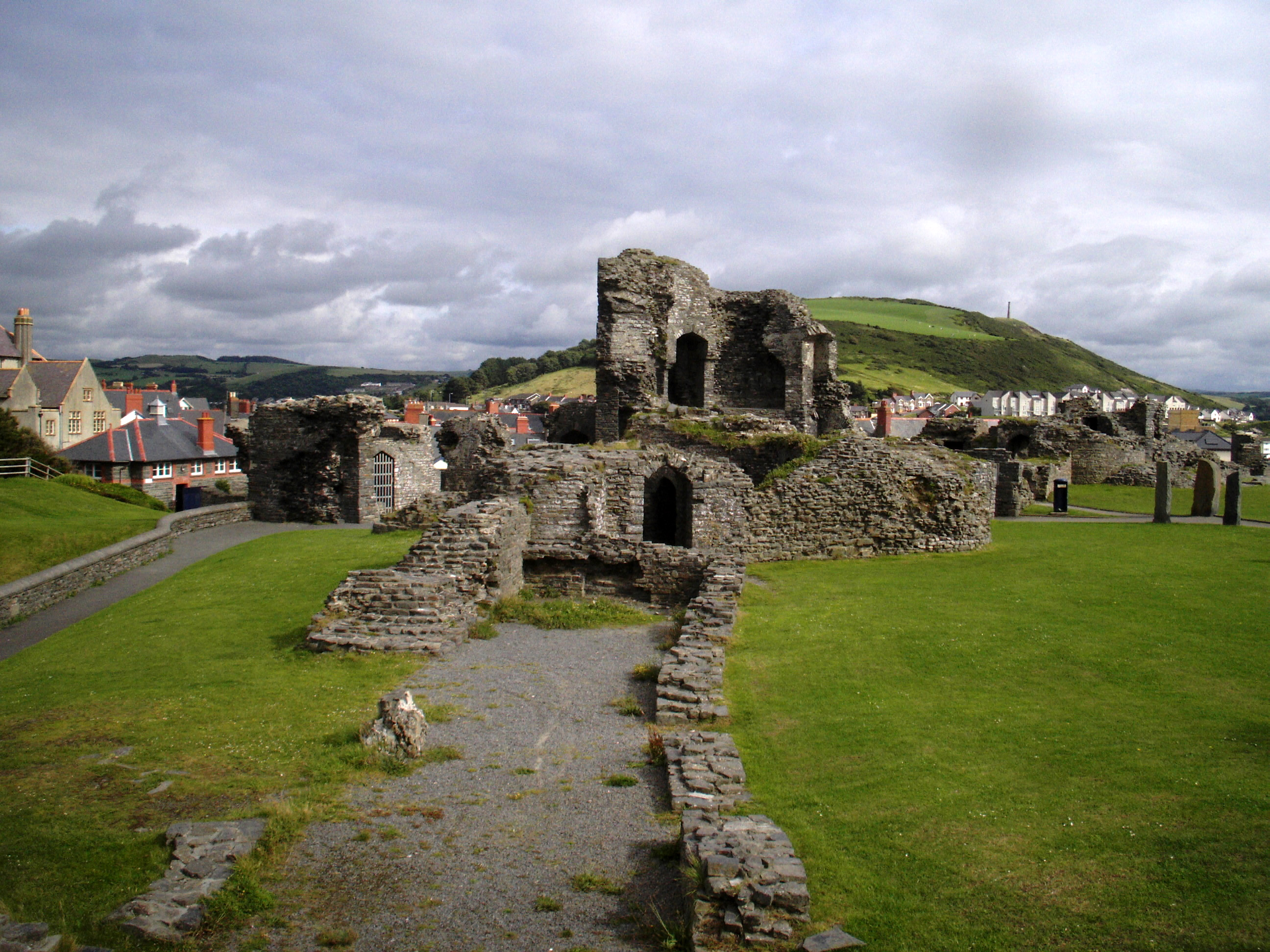
I resti delle torri a forma di D che formavano il corpo di guardia del cortile interno.